# Aphelocoma woodhouseii
Az Aphelocoma woodhouseii a madarak osztályának verébalakúak (Passeriformes) rendjébe és a varjúfélék (Corvidae) családjába tartozó faj.

## Rendszerezése
A fajt Johann Jakob Kaup amerikai természettudós és ornitológus írta le 1858-ban. Tudományos faji nevét Samuel Washington Woodhouse  amerikai ornitológusról kapta.

## Alfajai
- Aphelocoma woodhouseii cyanotis Ridgway, 1887
- Aphelocoma woodhouseii grisea Nelson, 1899
- Aphelocoma woodhouseii nevadae Pitelka, 1945
- Aphelocoma woodhouseii remota Griscom, 1934
- Aphelocoma woodhouseii sumichrasti (Ridgway, 1874)
- Aphelocoma woodhouseii texana Ridgway, 1902
- Aphelocoma woodhouseii woodhouseii (S. F. Baird, 1858)[2]

## Előfordulása
Az Amerikai Egyesült Államok nyugati részén és Mexikó területén honos.

## Életmódja
Mindenevő. Nyáron főleg rovarokkal táplálkozik, néha pókot és csigát is fogyaszt. Télen többnyire makkot és más magvakat, dióféléket és bogyókat eszik. Néha rágcsálókat, más madarak tojásait és fiataljait, valamint a kisebb hüllőket és kétéltűeket is fogyaszt.

## Megjelenése
|  |

## Szaporodása
Fészekalja általában 3-5 tojásból áll, melyek halványzöld színűek, barna foltokkal. 18–22 nap kotlás után kelnek ki a fiókák.

## Természetvédelmi helyzete
Az elterjedési területe nagyon nagy. A Természetvédelmi Világszövetség Vörös listáján nem szerepel.